# Skadedyr
Skadedyr er en bred betegnelse for dyr, der gør skade på menneskers ejendele eller afgrøder. Begrebet er ikke veldefineret, men omfattet typisk dyr, der spiser eller ødelægger afgrøder, bygninger, tekstiler m.m., eller som kan sprede sygdomme. Eksempler på skadedyr er mus, rotter, termitter, møl osv. Skadedyr kan være indfødte eller invasive. 
Skadedyr kan konkurrere med mennesket om føde, eksempelvis ved at spise afgrøder, men kan også gennem deres adfærd forårsager skade på eksempelvis bygninger eller andre dele af det miljø, som mennesket færdes i. Termitter betragtes som skadedyr, da de kan spise det træværk, der indgår i menneskers bygninger og andre konstruktioner, ligesom dyr som eksempelvis myrer eller bier kan bygge boer i eller omkring bygning, der kan underminere bygningerne eller beskadige konstruktionerne.
Det har været menneskers projekt, siden man gik over fra en fødesøgende adfærd (se jæger- og samler) til en dyrke afgrøder (se landbrug), at bekæmpe, fordrive eller udrydde alle dyr (og planter, se ukrudt), som har en negativ indflydelse på vores levevis.